# Kim Boo-kyum
Kim Boo-kyum (coreano: 김부겸; Hanja: 金富謙; Sangju, 21 de janeiro de 1958) é um ativista e político sul-coreano que serviu como primeiro-ministro entre 14 de maio de 2021 e 11 de maio de 2022.
Ele foi o Ministro do Interior e Segurança de 2017 a 2019. Membro do Partido Democrata, também atuou como membro da Assembleia Nacional por Suseong primeiro eleitorado de 2016 a 2020 e foi anteriormente deputado do Gunpo de 2000 a 2012, primeiro pelo Grande Partido Nacional (PNB) e depois, a partir de 2003, o Partido Uri liberal e seus sucessores. Na eleição parlamentar de 2016 em Daegu, Kim derrotou seu oponente Saenuri Kim Moon-soo em uma vitória esmagadora de 62,5%, marcando a primeira vez que um membro de um partido liberal foi eleito naquela cidade desde 1985. Kim já havia se candidatado a prefeito de Daegu nas eleições locais de 2014 e recebeu 40 por cento dos votos, um número visto na época como excepcionalmente grande no reduto conservador. Ele afirmou em 2014 que esperava "superar a barreira do regionalismo".

## Biografia
Kim Boo-kyum nasceu em 1958 em Sangju, Gyeongsang do Norte. Ele é filho de Kim Young-ryong e Cha Sook-hui. Seu pai, Kim Young-ryong, tinha apenas 19 anos quando Kim Boo-kyum nasceu.
Kim foi admitido para estudar ciência política na Universidade Nacional de Seul em 1976, mas foi expulso por participar de protestos contra a Constituição de Yushin em 1977, antes de ser readmitido e expulso novamente por violar a lei marcial em 1980. Mais tarde ele foi reintegrado a pela segunda vez, e recebeu seu diploma em 1987.

## Carreira política
Kim ingressou na política como um dos fundadores do Partido Democrático de Hankyoreh (HDP) de centro-esquerda em 1988. Ele concorreu como candidato do HDP para Dongjak 1º distrito eleitoral na eleição de 1988, mas perdeu. Nenhum candidato foi eleito, exceto Park Hyung-oh que disputou por Shinan, que imediatamente se juntou ao Partido Democrático da Paz (PDP) devido ao pré-acordo. O HDP foi posteriormente cancelado.
Após o cancelamento do registro do HDP, Kim se juntou ao Partido Democrata que foi estabelecido por Kim Dae-jung em 1991. Ele tinha a intenção de concorrer nas eleições de 1992, mas não poderia se tornar um candidato. Ele serviu como porta-voz adjunto do partido, no entanto, foi preso em 18 de novembro depois que foi revelado que Kim recebeu 5.000.000 won (≒ ￡ 3.240) de um espião norte-coreano chamado Lee Seon-shil durante as eleições de 1988. De acordo com Park Jie-won, o então porta-voz adjunto sênior, Kim pediu o dinheiro emprestado de Lee por meio de sua sogra, mas pagou de volta após a eleição. Ele também indicou que Kim não era parente de seu partido em 1988; ele também foi informado de que Kim nem sabia que Lee era um espião.
Como o ex-primeiro-ministro Chung Sye-kyun tinha a intenção de concorrer às eleições presidenciais de 2022, ele deveria renunciar, mas inicialmente ainda estava considerando quando renunciaria. Vários jornais relataram que ele deixaria o cargo após as eleições parciais de 7 de abril de 2021. Apesar de o presidente Moon Jae-in ter sido relatado que preferia uma primeira-ministra, Kim foi considerada uma das candidatas em potencial para o cargo.
Em 15 de abril, Chung apresentou oficialmente sua renúncia a Moon Jae-in, e foi aceita no dia seguinte. No mesmo dia, Kim foi nomeado o novo primeiro-ministro, sucedendo Chung. Por ser classificado como uma "minoria" do Partido Democrata, sua nomeação foi considerada como uma renovação do partido que enfrentou uma grave derrota nas eleições parciais de 2021.
Em 13 de maio, 168 dos 176 parlamentares votaram a favor da nomeação de Kim como primeiro-ministro. No dia seguinte, ele prestou juramento como primeiro-ministro no Complexo do Governo Central em Seul.

## Posições políticas
Kim é considerado um centrista. Como membro do Grande Partido Nacional, ele pressionou por reformas no partido e quando desertou do partido em 2003 citou a necessidade de "unificar a nação ... e erradicar o regionalismo". Um cabo diplomático dos EUA de 2008 divulgado pelo WikiLeaks descreveu Kim como um "legislador progressista razoável" representando uma "plataforma centrista", e como membro do Conselho Supremo do Partido Democrático Unido em 2012, ele defendeu os membros centristas do partido de desseleção. Os comentaristas nomearam Kim um candidato potencial nas eleições presidenciais de 2017.

## Vida pessoal
A filha de Kim, Yoon Se-in (nascida Kim Ji-su), é atriz de televisão. Yoon fez campanha para Kim nas eleições parlamentares de 2012 e na corrida para prefeito de 2014, mas não conseguiu em 2016.